# Piazza Sant'Ambrogio (Firenze)
Piazza Sant'Ambrogio si trova nel centro storico di Firenze. Dominata dalla chiesa di Sant'Ambrogio, vi immettono ben sei vie: via de' Pilastri, via di Mezzo, via Pietrapiana, via de' Macci, Borgo la Croce e via Carducci.

## Storia e descrizione
La chiesa di Sant'Ambrogio, al termine di una scalinata e dietro una facciata neogotica del 1888, è tra le più antiche di Firenze, documentata almeno dal 1001, ma forse risalente al VI secolo. Anticamente si trovava fuori dalle mura, ma vi venne inclusa nell'ultima cerchia, a cavallo fra Due e Trecento. La piazza era un importante punto di arrivo per chi proveniva da Arezzo, non a caso vi confluiva un "borgo" (Borgo la Croce), cioè un agglomerato di case sorte lungo una strada trafficata di solito a ridosso di una porta cittadina o di un importante snodo. Ha una forma "a forca", con cinque strade che convergono al convento e la sesta, borgo la Croce appunto, che usciva verso le mura.
La piazza è oggi un frequentato ritrovo notturno, per i numerosi locali che vi si affacciano, nonché nelle vicine via Pietrapiana, via de' Macci e piazza Ghiberti.
Oltre alla chiesa, sulla piazza si affacciano altre memorie, come l'oratorio della Compagnia di San Michele della Pace e il tabernacolo di Sant'Ambrogio. Quest'ultimo, in terracotta invetriata, ubicato sull'angolo di via de' Macci opposto allo spigolo della chiesa, fu realizzato da Giovanni della Robbia (1525 circa) per volere della Potenza della Città Rossa.
Tale era il nome di una delle più importanti fra le antiche brigate festeggianti, associazioni laiche risalenti al 1343. Questi gruppi che potremmo definire goliardici avevano lo scopo di organizzare festeggiamenti e manifestazioni nella città ed ogni rione aveva la sua brigata, la quale eleggeva un primo rappresentante che veniva titolato con un nome sempre altisonante (Gran Monarca, Imperatore, Gran Signore, ecc.). Similmente alle contrade senesi esistevano accese rivalità fra le brigate che non di rado sfociavano in risse e sassaiole, durante le quali spesso si avevano feriti e talvolta anche dei morti sul campo.
A Sant'Ambrogio era presente una delle più antiche e vitali di queste istituzioni popolari, la Signoria del Gran Monarca della Città Rossa, così denominata perché simboleggiava tutto il quartiere detto della Mattonaia per le fornaci di mattoni. L'emblema, una fortezza rossa, si nota nella gocciola del tabernacolo e nel muro d'angolo della chiesa, dove, su due targhe di pietra datate 1577, compare anche la scritta del nome. Sulla targa si legge:
| ME FERMA PASSEGGIERO LEGGI, PER QUESTE DUE CONTRADE PASSÒ L'IMMORTAL PIO VII P · O · M · L'ANNO MDXXXV IL DÌ VIII MAGGIO E COMPARTÌ AI DEVOTI ED UMILIATI ABITANTI L'APOSTOLICA BENEDIZIONE |

A sinistra di Sant'Ambrogio una porta dà accesso all'ex-monastero; sul timpano si legge "Ubi Charitas Ibi Deo". In questo angolo della piazza, sull'edificio a sinistra, si notano i resti di una decorazione a graffito otto-novecentesca, relativa a quando era qui presente una filiale del Monte dei Paschi di Siena; sul lato opposto, nel muro interno, sono state murate alcune lapiti mortuarie provenienti per lo più dal pavimento della chiesa di Sant'Ambrogio. Questo edificio si vede anche nell'affresco di Cosimo Rosselli nella Cappella del Miracolo dentro la chiesa.

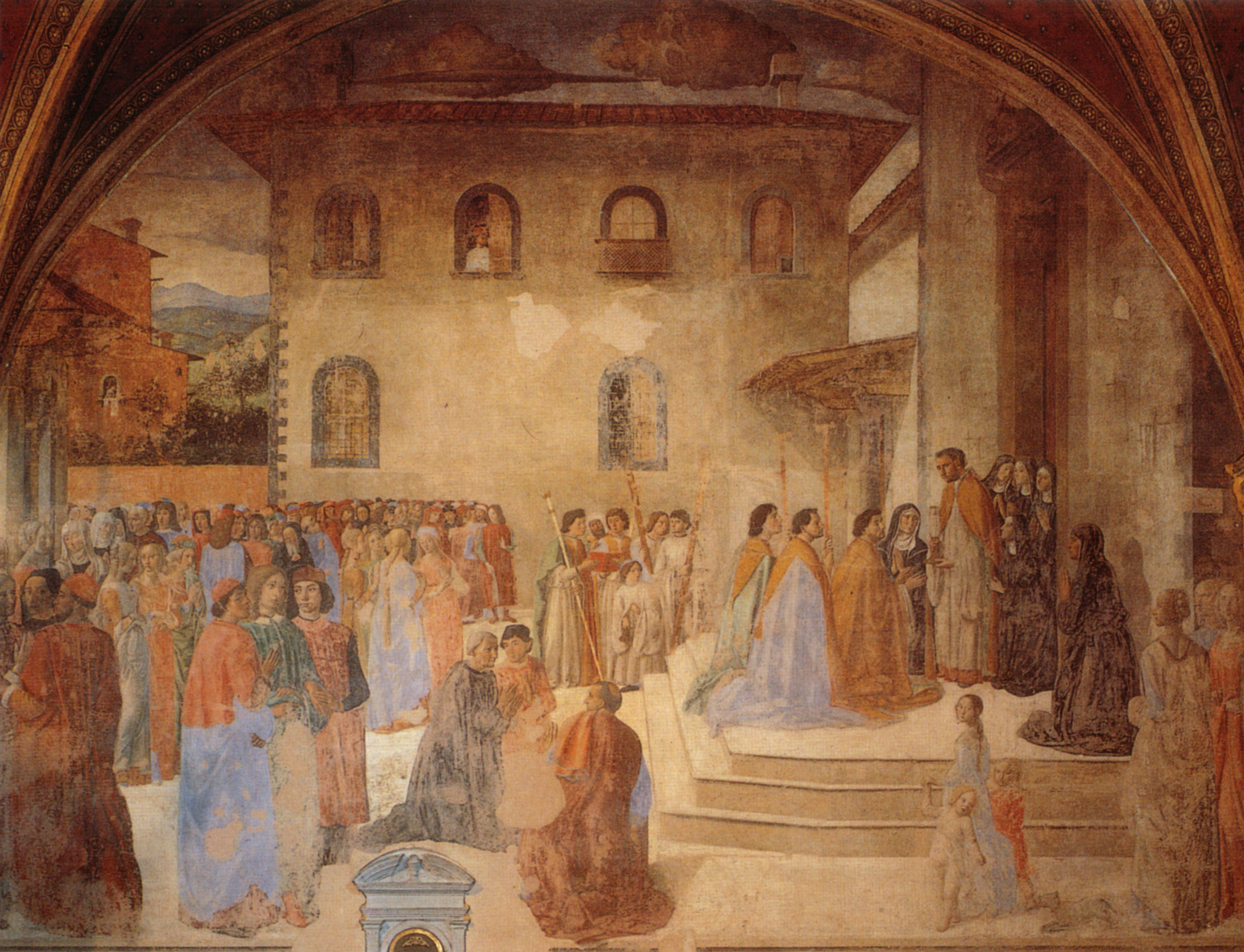
La piazza in un affresco di Cosimo Rosselli dentro la chiesa
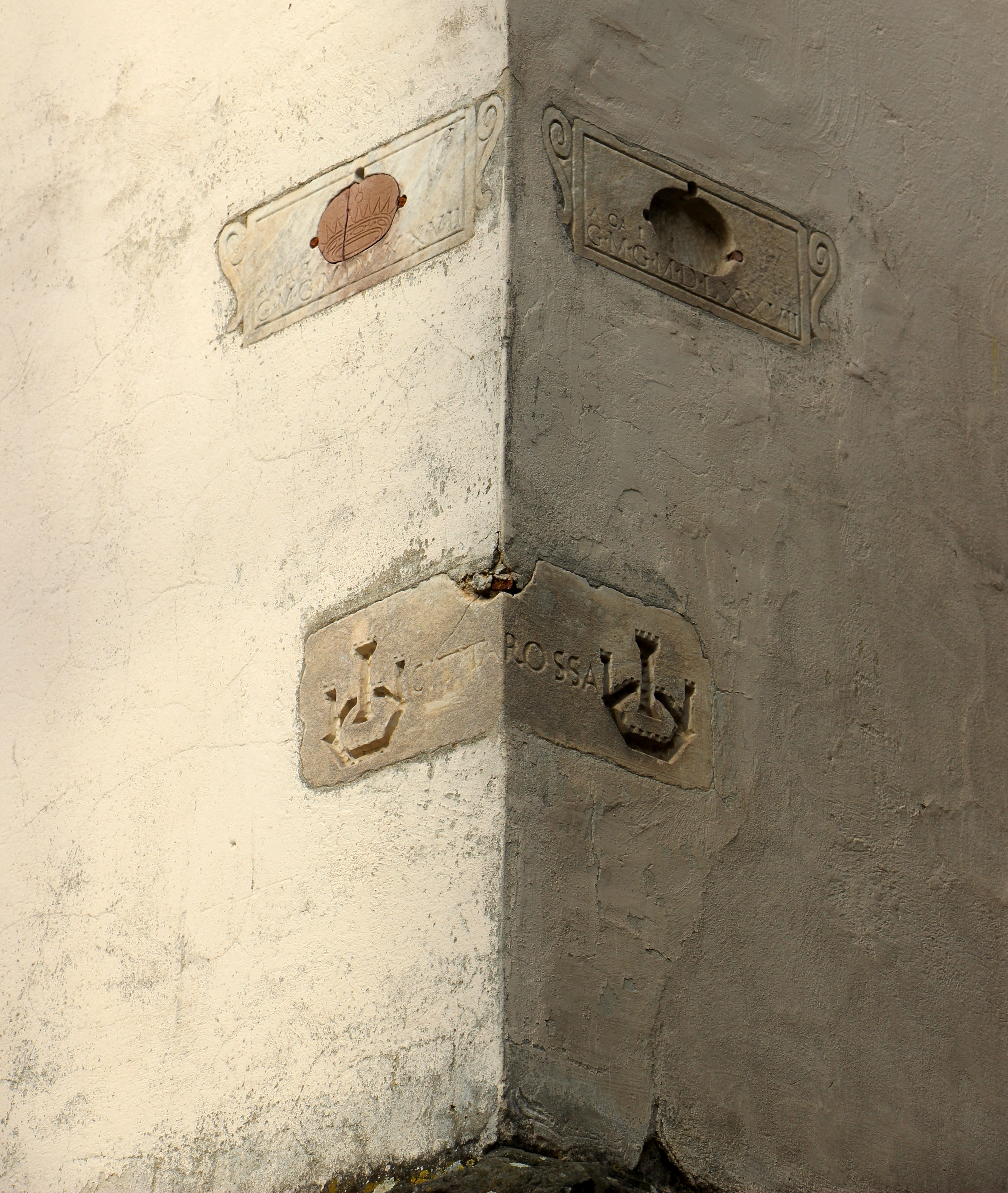
Simbolo della Città Rossa sullo spigolo esterno della chiesa
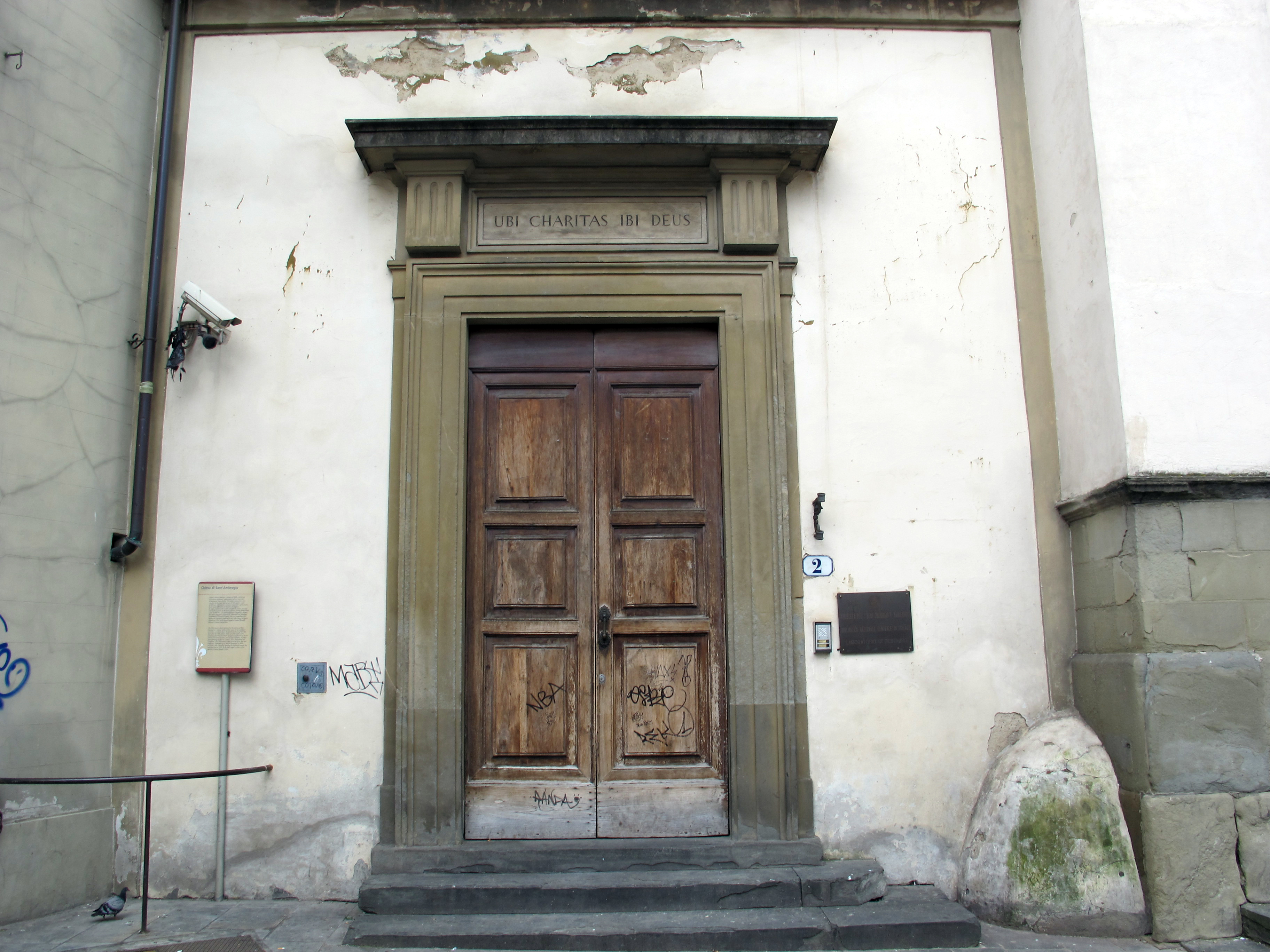
Ingresso al convento di Sant'Ambrogio
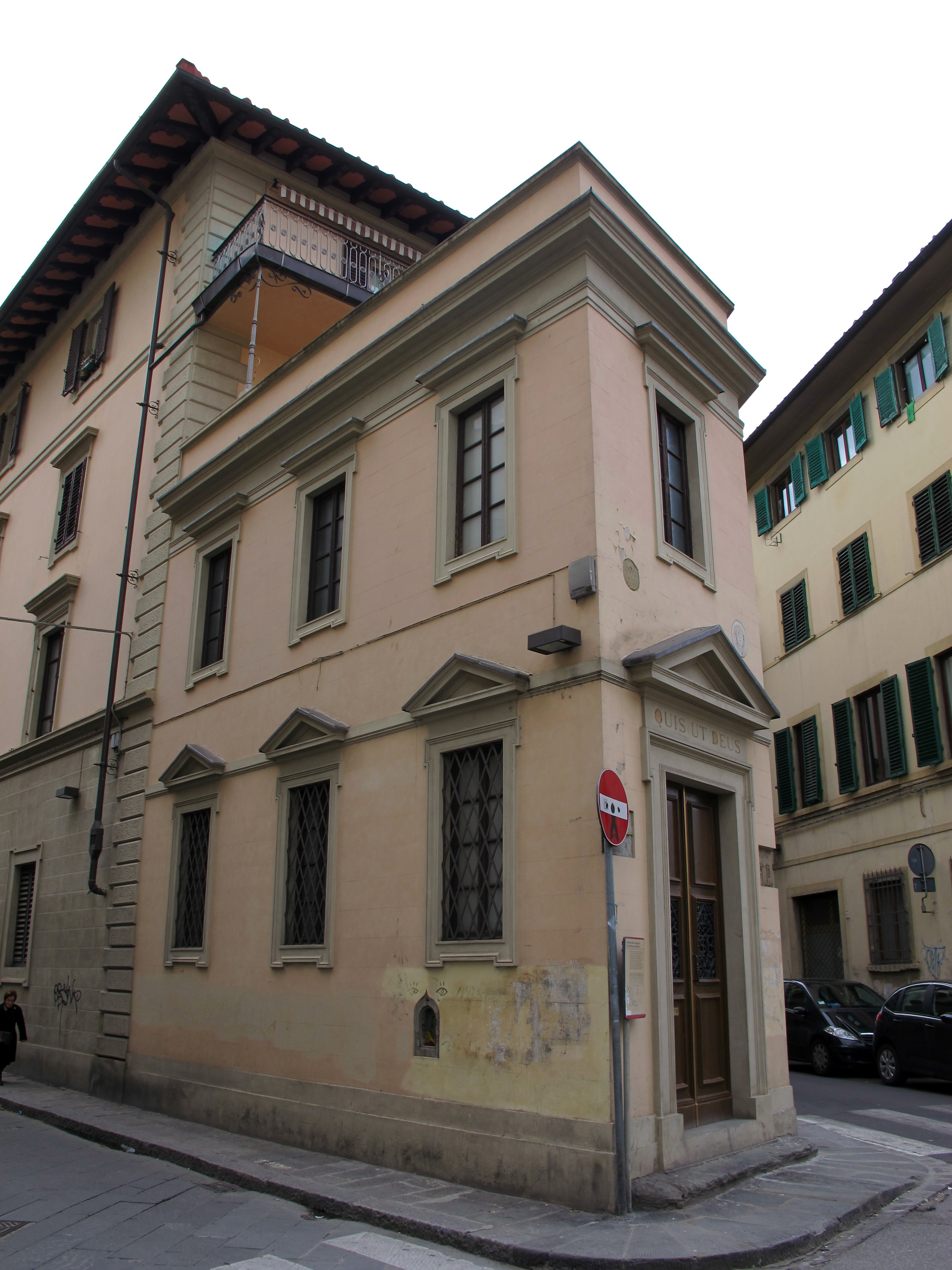
Oratorio della Compagnia di San Michele della Pace
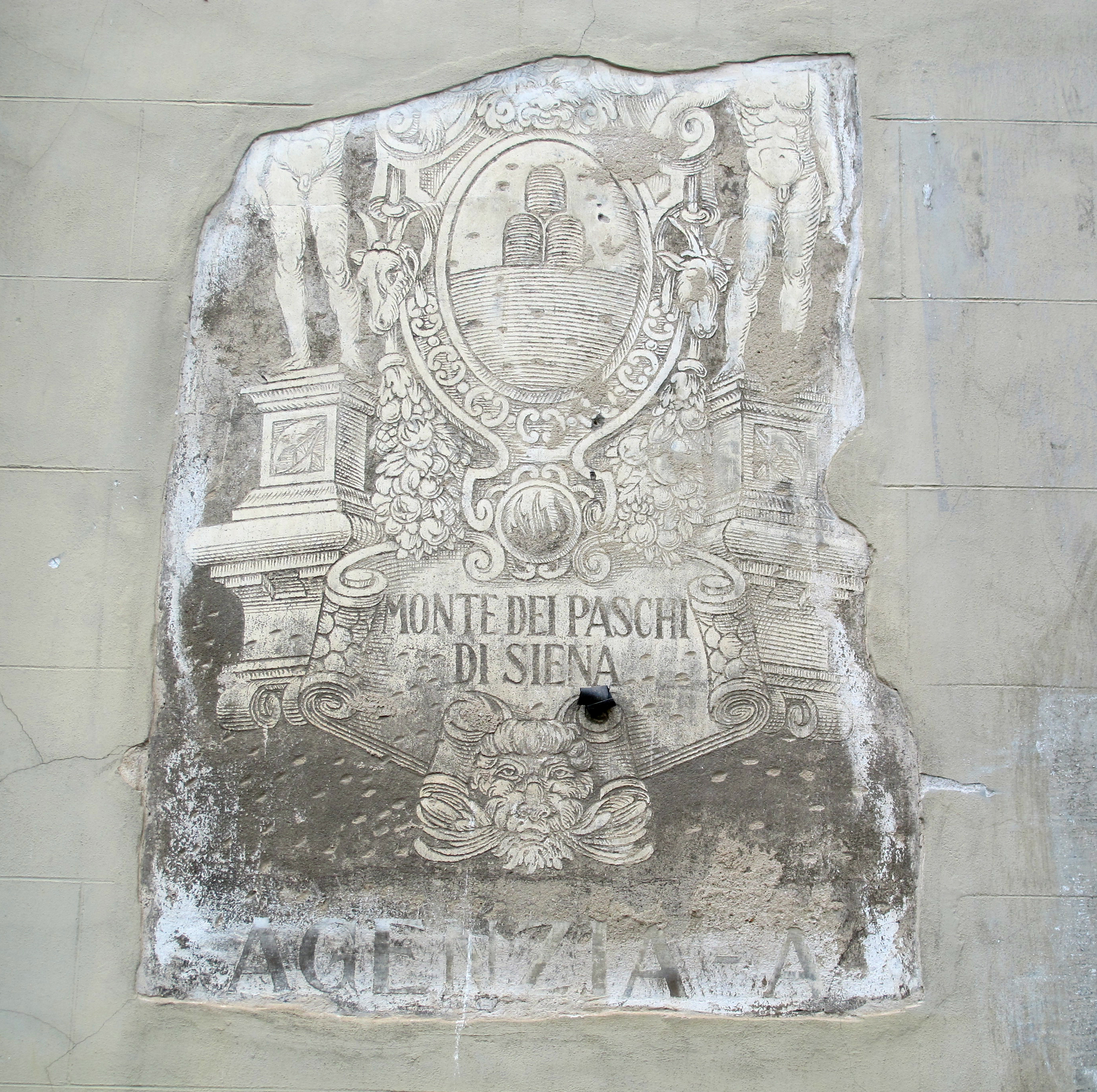
Il graffito del Monte dei Paschi di Siena